# Грументо Нова
Грументо Нова (итал. Grumento Nova) је насеље у Италији у округу Потенца, региону Базиликата.
Према процени из 2011. у насељу је живело 1124 становника. Насеље се налази на надморској висини од 734 м.

## Становништво
| 1951. | 1961. | 1971. | 1981. | 1991. | 2001. | 2011. |
| ----- | ----- | ----- | ----- | ----- | ----- | ----- |
| 2.355 | 2.263 | 2.146 | 2.051 | 1.956 | 1.839 | 1.704 |